# Contramaestre (Cuba)
Contramaestre es un municipio de la provincia de Santiago de Cuba, el sexto de la provincia por su extensión superficial, tercero por su población en la provincia de Santiago de Cuba, está situado geográficamente en el occidente de esta provincia. Surge como resultado de la división político-administrativa del 10 de octubre de 1976, en territorios de los antiguos términos municipales de Palma Soriano y Jiguaní de la desaparecida provincia de Oriente. Cuenta con una población de más de cien mil habitantes.

## Ubicación
El municipio de Contramaestre está ubicado en la parte centro-occidental de la provincia de Santiago de Cuba, tiene un área de 611,43 km² y es el sexto de la provincia por su extensión, limita al norte, con los municipios de Jiguaní y Urbano Noris, de las provincias de Granma y Holguín, al este con el municipio de Palma Soriano, al sur, con el municipio de Tercer Frente y al oeste con el municipio de Jiguaní.

## Historia del Municipio
La historia del municipio Contramaestre, en el período colonial, se remonta a su primera etapa: Encomendera Minera (1510-1553). Este municipio fue un importante centro de asentamientos aborígenes, dentro de los más significativos se pueden nombrar: Baire, Mayye, Maibío, Guaninao, La Canoa y Guayacanes, que actualmente son barrios pequeños. Su nombre primitivo ha evolucionado desde Mayye, Baite y Baire Arriba, hasta su nombre definitivo Baire San Bartolo, para diferenciarlo de Baire Abajo, Cauto Baire y Baire Santo, que eran otros caseríos.
Este poblado estaba clasificado como partido de segunda clase de la jurisdicción de Jiguaní, cuya gran existencia de más de 6000 caballerías de superficie, comprendían más de la mitad meridional de dicha jurisdicción. Limitaba al norte con el partido de Santa Rita y el círculo del pueblo cabecera de San Pablo de Jiguaní; por el oeste con la jurisdicción de Bayamo y por el sur y todo el este con la de Santiago de Cuba. Este poblado era un territorio montañoso, cruzándole por su centro una multitud de estribaciones de La Sierra Maestra y del gran mundo ecográfico oriental. Poseía terrenos cuya fertilidad podía rivalizar con las localidades más privilegiadas de Cuba cuyo color variaba entre el bermejo y negro con muy poca parte caliza y pedregosa, regándolos los ríos Cauto, Cautillo, Jiguaní y Yareyal, así como otras corrientes menores.

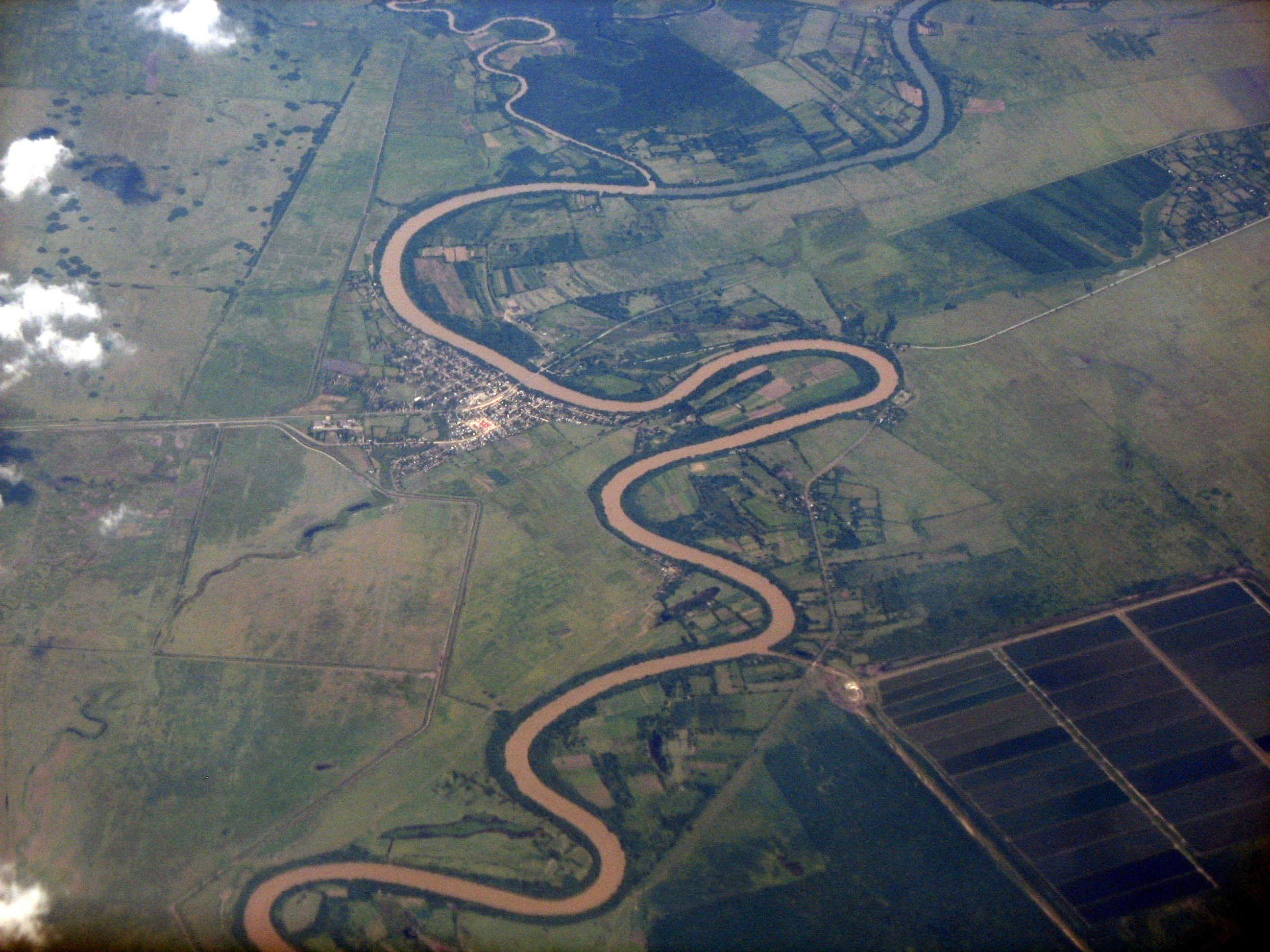
El río Cauto cerca de Guamo Embarcadero

El partido de Baire fue fundado en los terrenos del antiguo Corral de Baire Arriba. En 1820 había en Baire una gran cantidad de viviendas agrupadas, pertenecientes a labradores y vegueros, y durante una visita pastoral realizada por el Arzobispo Metropolitano a este Partido, dispuso erigir en auxiliar de parroquia, una mezquita que aquí se construía a expensas de algunos vecinos y con auxilio de la mitra, una ermita bajo la advocación de San Bartolomé, porque los vecinos asistían sistemáticamente a los rituales religiosos. El fraile cura, vicario de Jiguaní, en informes emitidos en 1851 consignó que ante el conocimiento de la población del punto conocido como Baire Arriba, se inauguró la parroquia de Baire, bajo la advocación de San Bartolomé, como auxiliar de la parroquia de San Pablo de Jiguaní el 23 de marzo de 1821. Fue su fundador el presbítero Don Labrador Llópiz a cuyo título fue ordenado.
Su construcción original consistía en paredes de embarrados y techos de guano y estaba ubicada, según cálculos aproximados, en el centro del lado este de la Plaza con rojos framboyanes de Baire. Desde los primeros años de su fundación comenzaron a celebrarse las fiestas patronales, los días 24 de agosto, “Día de San Bartolo”, consistente en una misa dedicada al santo patrón, la realización de gran número de bautizos y en menor escala de matrimonios, finalizando con una fiesta popular, donde resaltaba lo trovadoresco, las peleas de gallos y la venta de comestibles como puerco asado con casabe, mariquitas de plátanos, maní tostado, raspaduras, cucuruchos, San Antonias, chicharrones, guarapo, tamales, turrones de coco, bollos de maíz, longanizas, bakám, aguardiente entre otras. En 1851 se reedificó la auxiliar de la parroquia de Baire, sustituyéndose sus paredes de adobe por mampostería.

### Fundación de Maffo y Remanganagua
En 1858 Maffo era un barrio de Jurisdicción de Jiguaní. Se fundó como núcleo poblacional en 1880. Su nombre estaba relacionado con el de un catalán de apellido Maffo que poseía una finca rústica en la parte más alta de la zona. Sus primeros fundadores fueron José Lora, Juan Ríos, Bartolomé Rondón, entre otros destacados patriotas y algunos campesinos dedicados al cultivo de frutas menores y la ganadería.
Maffo nunca contó con los servicios de una ermita o parroquia, no obstante, en los primeros años de la década de 1890, por iniciativa de José Pardo Sierra, José Pantoja y José Lara se comenzaron a realizar actividades populares los 9 de marzo para festejar a San José donde se realizaban actividades recreativas como peleas de gallos, corridas de caballos, así como ventas de comidas criollas y golosinas propias de la época, no fue hasta principios del siglo XX que se oficializaron las fiestas de San José de Maffo, por gestión de sus primeros organizadores en el ayuntamiento de Jiguaní, siendo atendidas en el aspecto religioso a partir de entonces por el cura párroco de Jiguaní, el cual desarrollaba una misa y se efectuaban matrimonios y bautizos, pero su origen siguió siendo popular.
A fines del siglo XIX se fundó el caserío de Remanganagua, que desde 1756 poseía un lugar de tránsito, donde el encargado del correo cambiaba su cabalgadura. Su fundación oficial es 1890 etapa en que poseía un fuerte, un cuartel, además del único telégrafo establecido en el territorio la población del Partido de segunda clase de Baire, según el censo de población de 1862 consignó que el cuadro de la población blanca del Partido era la mayoritaria, con 5870 personas, le seguían los pardos y morenos con 2013 personas, totalizándose una población libre de 7883, mientras que los esclavos pardos y morenos sumaban 255 lo que representaba un 3,2 % de la población total, que era de 8138 habitantes, tanto urbana como rural, de los 5870 blancos eran nacidos en Baire 2503, de ellos 1260 eran varones y 1243 hembras.
En el referido censo se aportan datos muy ilustrativos seleccionados con la clasificación por sexos, la población fija por estados, en las poblaciones y fincas del Partido, así como la naturalidad de la población blanca y su clasificación por naciones. En 1862 el número de casas había crecido considerablemente en relación del año 1847, en sólo 15 años hubo un notable crecimiento urbanístico en el Partido de Baire, donde las viviendas con óptimas condiciones, en ambos años (mampostería, madera, tejas) eran mínimas, siendo mayoritaria las construidas con recursos provenientes de la naturaleza tales como tierra de adobe, cuje, yaguas, yarey, guano; por lo que la naciente burguesía de la localidad poseía las mejores instalaciones mientras que los campesinos independientes, vegueros y obreros agrícolas vivían en viviendas humildes, a pesar de ser la mayoría.
Al finalizar la etapa de decadencia del sistema esclavista en el Partido de Baire ya se habían hecho tradicionales la asistencia a las misas, siendo el catolicismo la religión oficial; el desarrollo de fiestas patronales con el apoyo de actividades populares, la generalización de las peleas de gallos dominicales en la Valla San Bartolomé de Baire a la cual asistían galleros de todo el Partido y la Jurisdicción.

### Luchas de Liberación
Su tradición de lucha, la existencia de un menor número de esclavos y un mayor número de campesinos independientes, donde se destaca la jurisdicción de Jiguaní que apenas poseían un 6% de esclavos. Aspectos estos que consideramos como causas locales. En tal el Comandante en jefe Fidel Castro Ruz expresó: "En la jurisdicción de Bayamo, Manzanillo, Tunas, Holguín, Jiguaní y Baire, en aquellas jurisdicciones es donde se inicia precisamente la guerra por la independencia, la población esclava a penas alcanzaba un 6 % del total y el número de modestos campesinos independientes era elevado. Y por tanto, los dirigentes de los sectores cubanos estaban menos imbuidos por aquellos."

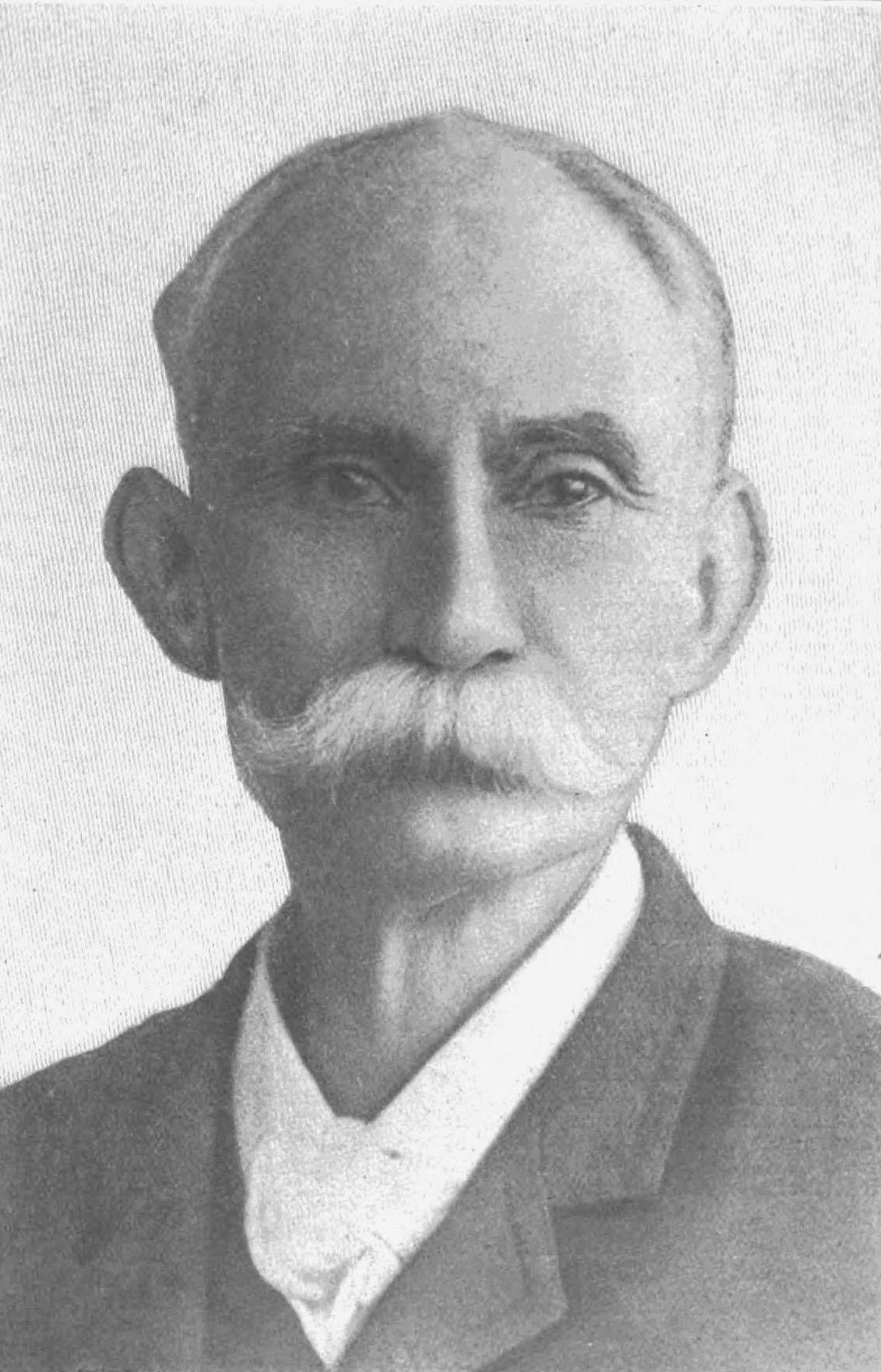
La primera carga al machete se realizó en la localidad de Baire y fue liderada por Máximo Gómez Báez, prócer de la independencia cubana el 26 de octubre de 1868.

#### Baire en las guerras de independencia: La Primera carga al machete y el Grito de Baire
Baire ha sido famosa en la historia de Cuba fundamentalmente por dos sucesos históricos: La primera carga al machete y el Grito de Baire. 
La utilización del machete, tradicional instrumento de labranza en Cuba, como arma de guerra ya había sido ensayada durante la defensa por parte de las fuerzas criollas durante la Toma de La Habana por los ingleses. Pero es el 26 de octubre de 1868, sobre el camino real, en el lugar conocido como Tienda del Pino, a un kilómetro al Oeste del poblado de Baire, en el actual municipio Contramaestre las fuerzas independentistas cubanas lo utilizarían por primera vez en las guerras de independencia. Unos días atrás había comenzado formalmente la después denominada Guerra Grande, una primera fase de las guerras anticolonialistas que culminara en 1878. La carga al machete creó una leyenda de arrojo y heroicidad sobre los beligerantes cubanos que les ganó fama entre sus adversarios españoles.
Tras la paz entre 1878 y 1895 el movimiento político de la época resurge, esta vez, como producto juicioso y deliberado del Partido Revolucionario Cubano y la labor de su máxima figura: José Martí. Tras la firma de la orden de alzamiento se acordó que este tendría lugar el 24 de febrero de 1895 primer domingo de carnaval, a fin de que las autoridades españolas viesen como normal el desplazamiento de los que se alzarían en armas.
Con diferencia de horas se produjeron en la Isla distintos pronunciamientos: en Baire, con Jesús Rabí; en Calicito, bajo el mando de Bartolomé Masó; en Guantánamo con Periquito Pérez; en Santiago de Cuba con Guillermón Moncada y en Matanzas las acciones fueron dirigidas por Juan Gualberto Gómez, hombre en quien José Martí confió la tarea de hacer llegar la fecha del alzamiento a los patriotas implicados en el archipiélago. Así se reiniciaba una Revolución hecha por los humildes, de proyección antiimperialista bajo la visión martiana.
Este día de Baire, al igual que el de Yara, planteaba la consigna de “Independencia o Muerte”, desde Carlos Manuel de Céspedes hasta José Martí los mismos ideales. Los “pobres de la tierra” se alzaban esta vez guiados por un Partido Revolucionario de vanguardia, alzando la bandera de la insurrección. En el territorio se hace importante la presencia del movimiento 26 de Julio con la presencia de Antonio Rodríguez González y otros miembros del ejecutivo creado en Maffo.

## Características generales
El municipio posee una forma irregular, con un eje central representado por el río Contramaestre, del que toma su nombre. Tiene unos 30 km de largo por unos 35 km en su parte más ancha. Su territorio se caracteriza por ir descendiendo de sur a norte, o sea, desde las primeras estribaciones de La Sierra Maestra, hasta llegar al valle del Cauto, cuyo afluente principal es el propio río Contramaestre. No es un municipio montañoso, aunque tampoco es llano, por lo que se puede definir como lomoso.
Su origen depende de dos procesos geológicos principales: el de La Sierra Maestra y el que originó la llanura del Cauto. Su clima es tropical y sus temperaturas también son elevadas. Las precipitaciones son altas en el verano y descienden en la época invernal. Sus suelos son dedicados al cultivo de la caña de azúcar, los cítricos, la ganadería y a cultivos varios. El medio ambiente de Contramaestre está muy antropizado debido a la utilización de sus suelos para diferentes cultivos. Su población se concentra hacia el sur, donde están las principales poblaciones: la ciudad de Contramaestre que es su capital, y otros pequeños pueblos como Baire y Los Negros. La Carretera Central y el ramal ferroviario desde San Luís a Bayamo marcan un eje de asentamiento poblacional importante en el municipio.
El nombre del municipio le viene del río Contramaestre. El origen de este nombre procede de dos historias diferentes. La primera dice que cuando el río Cauto era navegable hasta la confluencia de ambos ríos, un navegante español dijo que este era el "contramaestre" del río Cauto, o sea, su segundo en cantidad de agua, después del propio río principal. La otra dice, que en su nacimiento, en vez de correr directamente hacia el norte, lo hace en un pequeño tramo en dirección contrario a la Sierra Maestra, de ahí su nombre de "contra maestre", o contra la Maestra. Contramaestre se caracteriza por su importante producción de azúcar de caña, cítricos, viandas y hortalizas.

### Evolución geológica y recursos minerales
Contramaestre es un territorio donde han actuado dos procesos geológicos importantes:
- El que originó su parte sur, específicamente las primeras estribaciones de la Sierra Maestra, situadas casi en el límite con Tercer Frente y Palma Soriano.
- El que dio origen, posteriormente a la llanura aluvial del Cauto, que se encuentra a partir del centro y norte de municipio, y en los límites con Jiguaní y Urbano Noris.

En Contramaestre se distinguen las siguientes formaciones geológicas: una mayor, perteneciente al Eoceno con depósitos terrígenos clásticos y carbonatados, situada al sur y centro del municipio. Otras dos de menor área, situadas al norte. La primera perteneciente al Oligoceno con depósitos terrígenos carbonatados, y la siguiente, en los límites entre Jiguaní y Urbano Noris, situada a lo largo del río Contramaestre, con depósitos más recientes del Cuaternario, específicamente del Pleistoceno con depósitos arcillosos, aluviales y carbonatados. Es una zona originada por los depósitos fluviales del principal río del municipio, que es afluente del río Cauto. El municipio no es de grandes movimientos sísmicos, por estar formado principalmente por una zona llana y lomosa, pero es posible sentir los sismos que ocurren a lo largo de la mayor serranía cubana.

### Relieve
Contramaestre es uno de los municipios de menor altitud dentro de la provincia. El río de su nombre lo divide aproximadamente en dos partes iguales, aunque con una población desigualmente distribuida, pues hacia el norte, en dirección al río Cauto hay menos población que se concentra en el eje transversal que significan la Carretera Central y la línea ferroviaria de San Luís a Manzanillo.
El relieve contramaestrense no es tan complejo como el de otros municipios, como pudiera ser el del cercano Tercer Frente, situado en La Sierra Maestra. Observando el mapa municipal se puede divisar la existencia de las siguientes formas del relieve:
- Al sur existe una meseta estratificada de pequeña altura correspondiente al Neógeno, que se interrumpe al este del embalse "Carlos Manuel de Céspedes".
- Al sureste, en el límite con Palma Soriano y Tercer Frente hay unas pequeñas pre-montañas con una altura de 400 metros. Ambas pertenecen a La Sierra Maestra.
- Al centro tiene una estrecha faja perteneciente a una llanura denudativa con colinas residuales originadas en el Neógeno y el Cuaternario. Esta se amplía hacia Jiguaní y Palma Soriano.
- En el norte aparece una pequeña llanura fluvial asociada al río Contramaestre y que continúa hacia el municipio de Urbano Noris, en Holguín. Está diseccionada y se originó en el Cuaternario.

En el municipio de Contramaestre hay dos principales zonas de relieve:
El Carso de Baire: es una meseta estratificada situada al sureste del municipio, y que continúa hacia Tercer Frente. Fue originada en el Neógeno. Es característico de este territorio la existencia de manifestaciones cársicas: dientes de perro, cavernas, dolinas y suelos derivados de las rocas calizas. Por lo general su red hidrográfica es subterránea.
La Llanura del Cauto: el municipio tiene como eje hidrográfico principal al río Contramaestre y sus afluentes, que es afluente del río Cauto. La mayor parte de la subcuenca del río Contramaestre está en este municipio formando parte importante de la cuenca del río Cauto. En el municipio la llanura va descendiendo hacia el río mayor de Cuba. En la parte sur, la altitud promedia los 300 metros, y hacia el norte, y cerca del Cauto desciende a los 100 metros. La cuenca del Contramaestre tiene 716 km cuadrados, la mayor parte en Contramaestre. A la entrada del municipio, el río fue represado y forma el embalse "Carlos Manuel de Céspedes", con 200 millones de metros cúbicos de capacidad.

### Sismicidad
El municipio no es de grandes movimientos sísmicos, por estar formado principalmente por una zona llana y lomosa, pero es posible sentir los sismos que ocurren a lo largo de la mayor serranía cubana.

### Clima
El clima de Contramaestre es tropical con una estación de lluvia y otra de seca, similar al del resto de Cuba. La temperatura media anual del municipio es de unos 23˚c, pues comprende a casi todo el municipio. Un pequeño territorio al sur, en los límites con Tercer Frente está atravesado por la isoterma 23˚c debido a la presencia de las primeras estribaciones de La Sierra Maestra. Hacia el norte, y casi en los límites con Jiguaní, se eleva a 24˚c. En el mapa de temperaturas del verano, correspondiente al mes de julio llega a los 26˚c como promedio, aunque pueden ser superiores debido a su relativa lejanía de las costas. Las temperaturas veraniegas se mantienen estables en ese período de tiempo. Las temperaturas invernales promedio oscilan entre los 21˚c y 22˚c, pero en los últimos años se han registrado mínimas notables en la ciudad de Contramaestre, en comparación con otros sitios llanos de la provincia.
Las precipitaciones varían de norte a sur, oscilando entre los 1000 mm y los 1200 mm anuales, correspondiendo el primer valor a un lugar cerca de la confluencia del río Contramaestre con el Cauto. Los valores van descendiendo desde las montañas de La Sierra Maestra hacia la Llanura del Cauto. Los valores máximos de las precipitaciones ocurren en el verano y su promedio es de 1000 mm. En el período seco descienden a los 200-300 mm, siempre algo superiores en dirección a las alturas de La Sierra Maestra.
El municipio de Contramaestre está muy antropizado pues sus suelos son una importante zona agropecuaria de la provincia. Podemos encontrar herbazales al sur y sureste, así como matorrales hacia el Carso de Baire. Los herbazales son interrumpidos en algunos sitios por los cultivos agrícolas. La misma antropización del territorio contramaestrense ha hecho que la densidad de los animales endémicos en el territorio se le considere baja.
Fauna
La misma antropización del territorio contramaestrense ha hecho que la densidad de los animales endémicos en el territorio se le considere baja.

### Hidrografía
La red hidrográfica principal del municipio es la del río Contramaestre y sus afluentes. Este río con sus 61 km de largo, y su cuenca de 716 km. cuadrados, nace en La Sierra Maestra, municipio de Tercer Frente, donde recibe sus más importantes afluentes. Al llegar a Contramaestre y cerca de su ciudad capital, fue represado, formando el embalse "Carlos Manuel de Céspedes", que con sus 200 millones de metros cúbicos de capacidad, es la segunda en la provincia.
Este río corre hacia el norte, buscando al río Cauto, y en su recorrido tiene pocas sinuosidades. Este río tiene un cauce profundo, y pese a estar represado, corre con un gran caudal. Los afluentes del Contramaestre en este municipio tienen escasa importancia excepto el río Baire, que le sirve como límite natural con el municipio granmense de Jiguaní. Sus tributarios más importantes nacen en La Sierra Maestra. El río Contramaestre aporta un considerable caudal de agua al río Cauto.

### Suelos
En el municipio prevalecen los suelos pardos carbonatados y húmicos. Los suelos pardos carbonatados ocupan la mayor parte del municipio, aproximadamente al norte del Carso de Baire. Son suelos que se han formado recientemente sobre rocas calcáreas, ígneas y metamórficas. Estos suelos son muy aprovechados para el cultivo de la caña de azúcar, los cítricos y otros cultivos varios. Los suelos húmicos calcifórmicos y poco evolucionados coinciden con el sur municipal, y específicamente con el Carso de Baire, que llega hasta los límites con el municipio de Tercer Frente, e incluso más allá. Forman una faja que penetra también en el sur de Palma Soriano. En ellos predomina el proceso de acumulación de humus, favorecidos por la alta presencia de calcio y arcilla. Por lo general tienen color oscuro.

### Medio ambiente
El medio ambiente de Contramaestre ha sido muy alterado debido a la producción agrícola, y a la urbanización intensa, sobre todo en el eje que constituyen la Carretera Central y el ferrocarril. La antropización es intensa, lo que ha afectado a la vegetación y a la fauna originales, pero las mayores dificultades ambientales están en la cuenca del Contramaestre, debido a los problemas derivados de vertimientos agrícolas, albañales e industriales en sus aguas. El vertimiento de desechos líquidos y sólidos en sus aguas, procedentes de las despulpadoras de café del Tercer Frente, de instalaciones agropecuarias afectan la calidad del entorno municipal.

## Desarrollo económico
Los principales reglones productivos: Cultivo de cítricos y café para la exportación, Cultivo de caña de azúcar, Crianza de ganado vacuno, ovino, porcino y equinos, Crianza de aves, Planta industrial de miel y cera para la exportación, combinado Industrial de Cítricos para la exportación, Central azucarero América Libre para la producción de azúcar de caña.

## Desarrollo Social

### Población
La población del municipio de Contramaestre es de 106 002 habitantes (2013). Es el tercer municipio santiaguero en sobrepasar los cien mil habitantes. Su densidad de población es de 155,4 habitantes por km², ocupando el segundo lugar provincial. La población urbana es del 59,4%, por debajo de la provincial. La población del municipio se concentra en el eje transversal que forman la Carretera Central y la línea ferroviaria de San Luis a Bayamo, siendo sus principales poblaciones Contramaestre y Baire.

### Salud
La mortalidad infantil fue en 2013 de 3,5 por cada mil nacidos vivos. En igual fecha se podían computar 5,3 médicos por cada mil habitantes.

### Educación
Las bibliotecas llegan hasta las prisiones para brindar sus servicios a los reclusos, como complemento de un plan educacional general que incluye estudios universitarios, y contribuir así al mejoramiento humano, derecho inalienable de los seres humanos.
El 7 de enero de 1971, el máximo líder de la Revolución cubana, Fidel Castro Ruz, hacia realidad el sueño de José Martí al inaugurar la primera Escuela Secundaria Básica en el Campo en la zona oriental de Cuba. En el curso escolar 2013/2014 brindaban sus servicios en el municipio 131 escuelas, de ellas 96 escuelas primarias.

### Cultura
Este municipio cuenta con varias esferas dentro de las cuales nos referiremos al Arte y la Cultura, conformado el mismo por 18 Instituciones Culturales donde laboran más de 164 trabajadores teniendo como objetivo fundamental elevar el nivel cultural de la población y contribuir en la ocupación del tiempo libre de los diferentes sectores poblacionales. Además de trabajadores también forman parte de este sector Instructores de Arte y Promotores Culturales encargados de llevar y promover la cultura a cada Consejo Popular y en zonas del Plan Turquino. Diversos son los grupos aficionados en las distintas manifestaciones artísticas (teatro, música, danza, artes plásticas, literatura) con los cuales se desarrollan actividades culturales, políticas, festivales de aficionados, encuentros entre las distintas comunidades, y otras.

### Deporte
Cuando triunfa la Revolución, Contramaestre no escapa el panorama descrito por Fidel Castro Ruz en su Informe Central al primer Congreso del Partido cuando expresó que en la época capitalista prevalecía el profesionalismo y que el béisbol y el boxeo eran canteras para los traficantes del deporte; no se promovía la recreación; la educación física no existía en el país. A partir de 1962 comienza a ponerse en práctica las medidas y preocupaciones del Gobierno Revolucionario por hacer la educación física y el deporte derecho de todo el pueblo, tarea que tuvo como principal promotor al Instituto Nacional de Deporte Educación Física y Recreación (INDER), fundado el 23 de febrero de 1961. En 1961 fueron elegidos por el entonces municipio Jiguaní los delegados del INDER en Baire, Contramaestre. La Primera Plenaria Provincial se efectuó a inicios de 1962 en Santiago de Cuba, la que fue presidida por el comandante Raúl Castro, por Baire asistió Antonio Mendoza Maceo y por Contramaestre Adalberto Fonstesilla. En 1970 comienzan los contramaestrenses a obtener los primeros frutos, principalmente en los juegos escolares y juveniles. Atletas como Irma Sánchez y Antonio Mendoza en el tiro deportivo, han puesto en alto en la arena nacional e internacional.
Ya para 1975 se aparecían cambios profundos y se practican por jóvenes y niños deportes antes desconocidos como: lucha, tiro, atletismo, voleibol, tenis de mesa y de campo, baloncesto, etc.
Al arribar el primer Congreso del Partido los logros son múltiples en la Educación Física y el deporte que obedecen a una serie de factores:
- El Establecimiento en el territorio de una institución municipal para dirigir y promover las actividades deportivas.
- Se ponen en manos del pueblo las pocas instalaciones deportivas existentes y la creación de nuevas áreas rústicas con recursos de la localidad.
- La construcción de instalaciones deportivas en diversos barrios para la práctica de deporte. Garantizar un área para dicha actividad se convirtió en una preocupación y ocupación de todos los asentamientos poblacionales en lugares apartados.

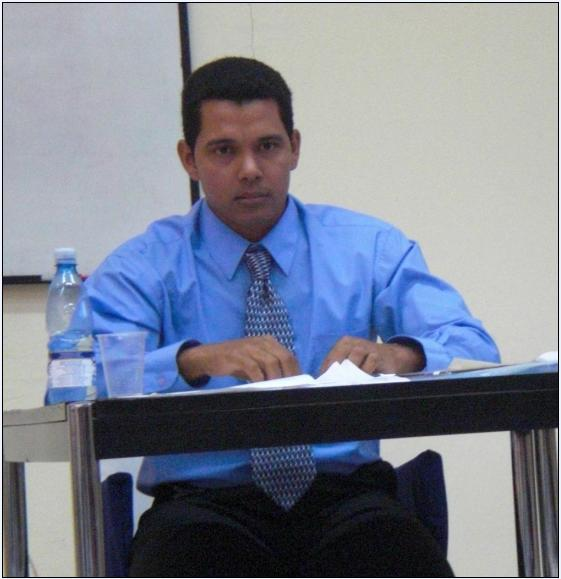
Defensa de doctorado de Alexander Gorina Sánchez, Universidad de Oriente Cuba. Sábado 11 de diciembre de 2010

### Ciencia
El Centro Universitario Municipal Contramaestre, Universidad de Oriente, contribuye al desarrollo de la ciencia en el municipio Contramaestre. El Presidente de su Consejo Científico Dr.C. Alexander Gorina Sánchez y actual Subdirector de dicho Centro, en conjunto con el Grupo de Investigación Didáctica de la Matemática y la Computación de la Universidad de Oriente, han logrado numerosos resultados científicos relacionados con el perfeccionamiento de las investigaciones sociales, la didáctica de la Matemática y la Computación y la gestión de la difusión y divulgación científica para el desarrollo local. También en este Centro Univeritario Municipal se han desarrollado investigaciones conjuntas con otros países como Brasil, Angola y España, lo que dan cuenta de la internacionalización de la ciencia en este centro universitario municipal líder en la Universidad de Oriente.